# Erythrocercus mccallii
Erythrocercus mccallii là một loài chim trong họ Cettiidae.